# Via Mazzini (Urbino)
Via Mazzini o via di Valbona è una via di Urbino, una delle più importanti del centro storico e la principale della contrada di Valbona.

## Descrizione
Si trova su di un terreno esposto verso sud-ovest, stretto tra i colli del Poggio e del Monte, che discende dal pianoro di Piazza della Repubblica fino al fosso di Risciolo.

## Storia
Il suo tracciato risale all'epoca romana (I secolo a.C. circa), quando costituiva il tratto iniziale della via che collegava il municipium (che si trovava solo sulla cima del colle del Poggio) con la Toscana, attraverso i passi appenninici. Si trattava della via discendente da Porta Maia (accesso nord della città romana), che nel sito dell'odierna Piazza della Repubblica si divideva in tre, un ramo (vie Raffaello e Bramante) verso nord, un altro verso est (via Battisti) ed infine questa via. Nell'area sono stati ritrovati alcuni resti murari, risalenti a tale periodo, facendo pensare all'esistenza già di un primo nucleo di edifici. Su questa via, a circa metà, confluiva anche la strada discendente dall'antica porta decumana occidentale e poi dalla medievale Porta Nova, forse corrispondente parzialmente all'odierna via delle Stallacce.
In seguito all'espansione della città fin dai primi secoli del medioevo, verso il XII secolo fu eretta probabilmente la prima porta di Valbona, nella parte alta dell'odierna via. Ma fu tra la metà del XIII e gli inizi del XIV secolo che s'inizia a formare un borgo vero e proprio, che verrà poi inglobato dalla terza cerchia muraria, che doveva già seguire il tracciato delle mura odierne. Fu nella seconda metà del XV secolo che la via divenne l'accesso principale e di rappresentanza della città, mantenendo tale ruolo per tutto il secolo successivo, quando, ad esempio, per tale strada entravano in città solennemente i cortei nuziali dei duchi e per questo fu abbellita sia con decorazioni temporanee (apparati effimeri) e sia con decorazioni permanenti, come la Porta urbica. Una certa importanza la mantenne anche dopo la devoluzione del Ducato allo Stato Pontificio (1631), almeno fino agli inizi del XIX secolo, quando l'afflusso per questa Porta urbica calò in seguito all'apertura delle nuove strade. Continuò a ricoprire un ruolo importante nella vita cittadina, dal momento che conduceva al grande piazzale del Mercatale, sede di fiere, mercati, giochi e luogo di ricevimento ufficiale dei nuovi arcivescovi

## Monumenti e luoghi d'interesse
Porta Valbona
Chiesa di San Francesco di Paola od Oratorio del Corpus Domini
Sorge sull'angolo tra questa via e quella delle Stallacce. Si sviluppa sull'asse est-ovest ad aula unica rettangolare con tre altari (il maggiore e due laterali), con l'altare maggiore entro un abside a fondo piano. La costruzione fu intrapresa verso il 1612 dal Comune per adempiere al voto fatto, affinché nascesse un erede al duca Francesco Maria II. Fu progettata da Muzio Oddi, mentre la decorazione degli interni fu affidata allo stuccatore Marcello Sparzo ed al pittore Antonio Viviani. La chiesa restò però incompleta, dal momento che non fu terminata la facciata; che verrà ultimata solo agli inizi del XVIII secolo, quando divenne sede della Confraternita del Corpus Domini (ancora esistente), dopo che la sua sede precedente in Pian di Mercato (odierna Piazza della Repubblica), era stata demolita per far posto al Collegio degli Scolopi. Nell'edificio adiacente alla chiesa, si trova l'ingresso alla sede della confraternita; caratterizzato da un portale lapideo architravato, che culmina nell'emblema della confraternita stessa (un calice con l'ostia raggiante).

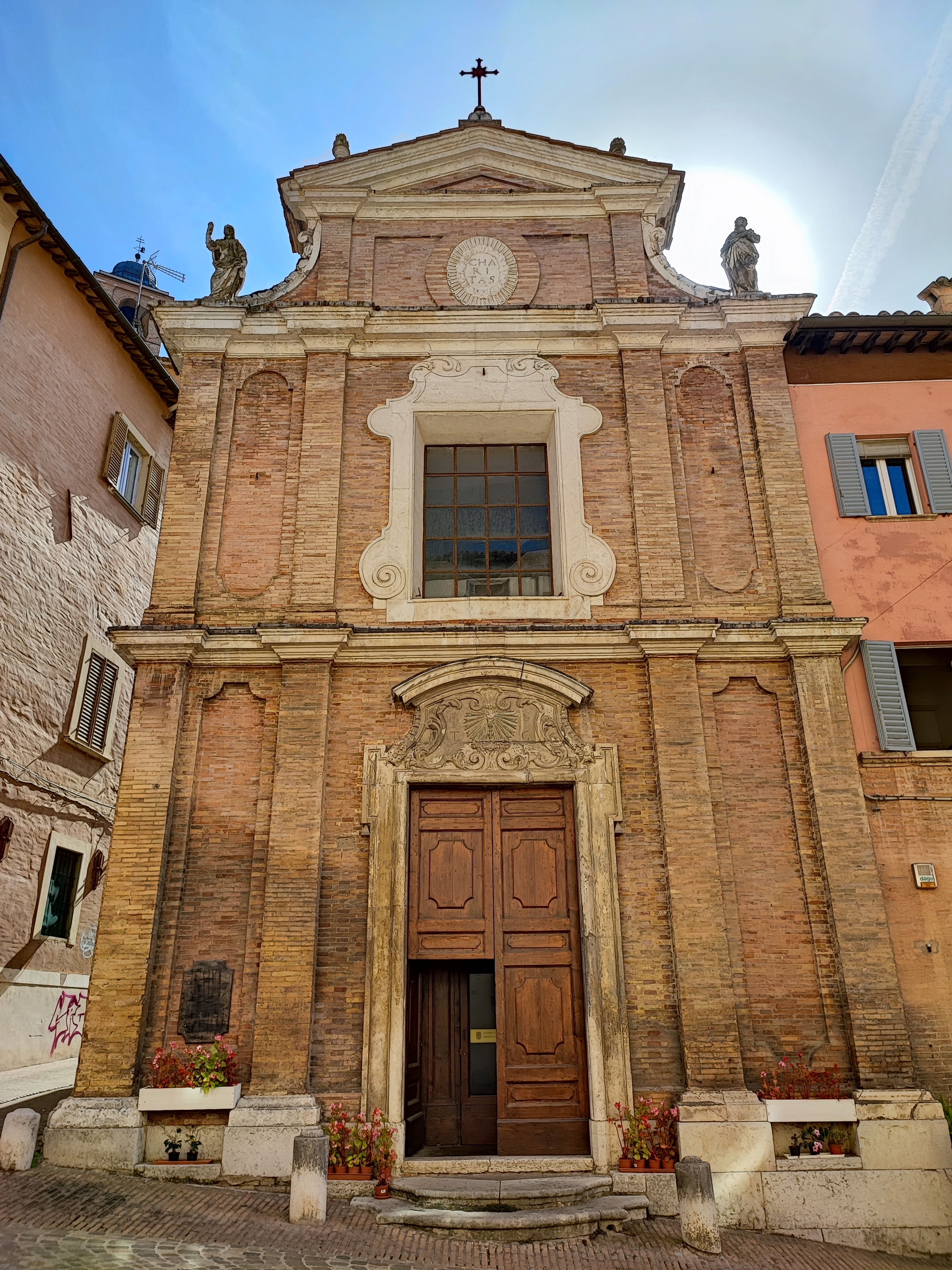
La chiesa di San Francesco di Paola
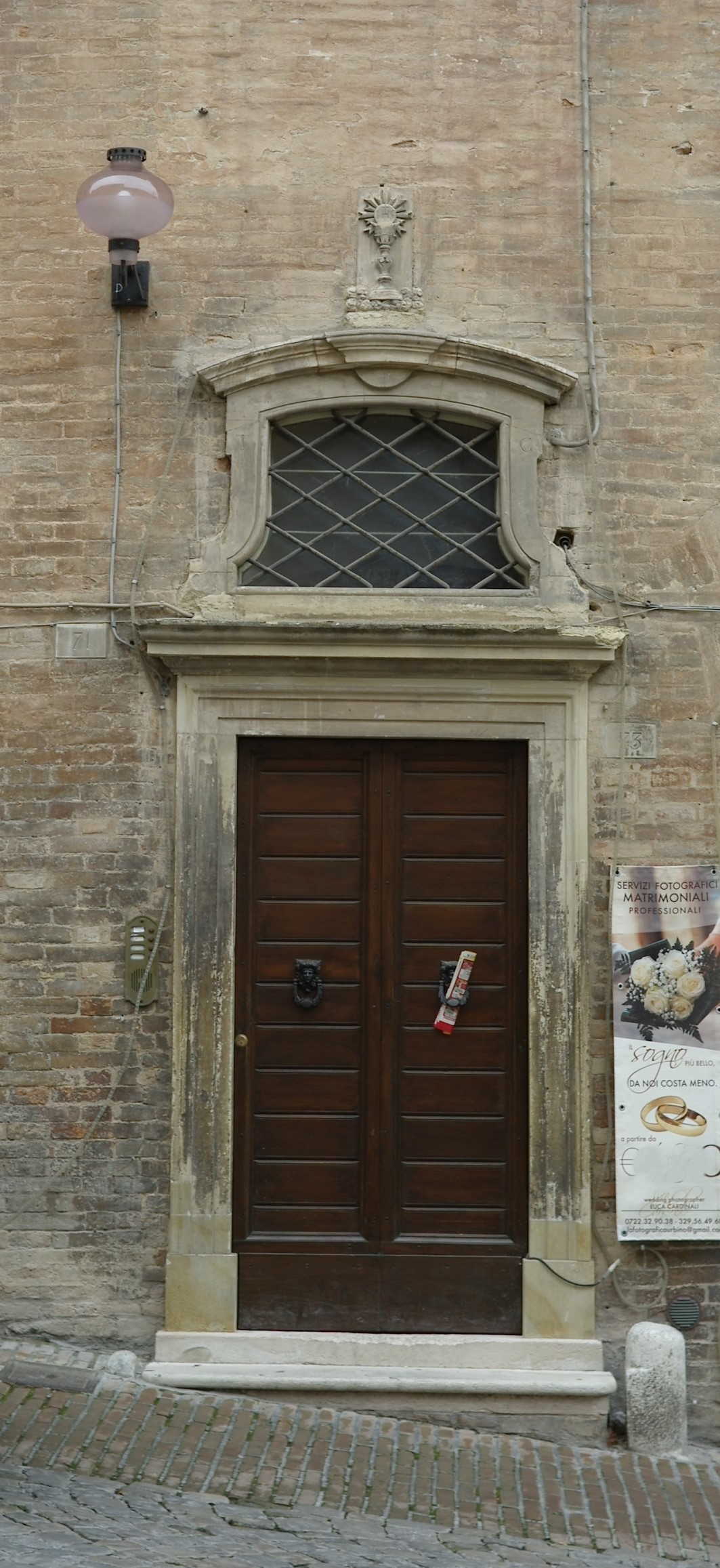
La sede della Confraternita del Corpus Domini
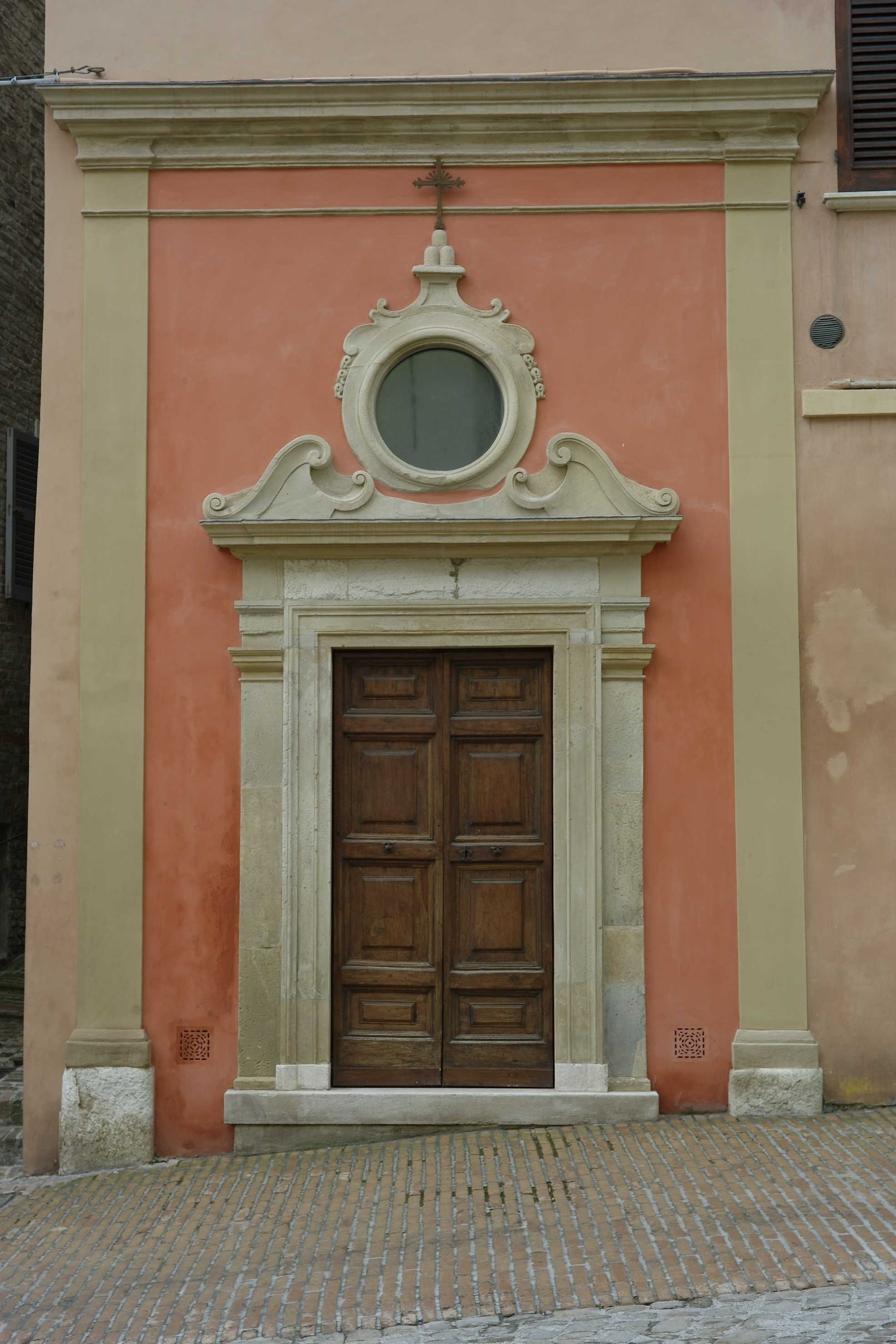
L'ex oratorio di San Gregorio

Ex oratorio di San Gregorio Magno
Si tratta di un piccolo oratorio, situato al piano terra di un edificio che fa angolo tra questa via e piola San Giovanni. È composto da una piccola aula unica rettangolare con volta a padiglione. Fu eretto nel 1645 ed in origine l'interno aveva un ricco apparato decorativo. Sulle pareti laterali vi erano dei sedili lignei che si estendevano per l'intera lunghezza delle pareti, sopra di essi due tele oblunghe (una per lato) raffiguranti scene della vita del Santo titolare, opera del senigalliese Giovanni Anastasi. Sull'altare ligneo vi era una pala di Girolamo Cialdieri, raffigurante una Madonna con Bambino tra i Santi Gregorio e Antonio Abate, fiancheggiata da due tele più piccole dell'Anastasi raffiguranti la Vergine Annunciata e l'Arcangelo Gabriele. Speculari a quest'ultime tele, ai lati della porta d'ingresso, vi erano altre due tele dell'Anastasi, raffiguranti San Pietro e San Paolo. L'oratorio fu sconsacrato nel corso del XX secolo e divenne di proprietà privata. Le tele e l'altare ligneo sono stati trasferiti nelle collezioni del Museo diocesano Albani.
Palazzo Galli Palma
Palazzo Giovannini Luminati